# Тагиев, Шамхал Керим оглы
Шамхал Керим оглы Тагиев (азерб. Şamxal Kərim oğlu Tağıyev; 1922—2007) — советский и азербайджанский физиолог и биолог, доктор биологических наук, профессор, действительный член АН АзССР (1989; член-корреспондент с 1976). Академик-секретарь Отделения биологических наук Национальной академии наук Азербайджана (1991—1997). 

## Биография
Родился 15 марта 1922 года в селе Шахсевен, Азербайджанская ССР.
С 1938 по 1941 год обучался в Бакинской фельдшерской школе. С 1941 по 1945 год участник Великой Отечественной войны в составе РККА. С 1947 по 1948 год на клинической работе в медицинском пункте Бейляганского района АзССР в качестве заведующего этого пункта.
С 1948 по 1950 год обучался на биологическом факультете Азербайджанского государственного университета, с 1950 года перевёлся на биологический факультет Московского государственного университета, который закончил в 1953 году. С 1953 по 1956 год обучался в аспирантуре этого университета.
С 1956 по 2007 год на научно-исследовательской работе в Институте физиологии АН АзССР — АН Азербайджана в должностях: старший научный сотрудник, с 1963 по 1970 год — заведующий научно-исследовательской лаборатории, с 1970 по 1991 год — заместитель директора этого института по науке, с 1997 по 2007 год — советник этого института. Одновременно с научной занимался и педагогической работой в Бакинском государственном университете и в Азербайджанском медицинском университете, где читал курс лекций по вопросам физиологии.
С 1991 по 1997 год в качестве академика-секретаря Отделения биологических наук работал в Национальной академии наук Азербайджана.

### Научно-педагогическая деятельность и вклад в науку
Основная научно-педагогическая деятельность Ш. К. Тагиева была связана с вопросами в области физиологии и биологии, занимался исследованиями в области 
теоретических основ исследования мозга, проблем физиологии животных и людей. 
Ш. К. Тагиев являлся — президентом Азербайджанского общества физиологов и председателем специализированных учёных советов по физиологии АН АзССР.
В 1956 году защитил кандидатскую диссертацию по теме: «Исследование характеристик излучения рубинового ОКГ при прохождении через резонансную среду», в 1970 году защитил докторскую диссертацию на соискание учёной степени доктор биологических наук по теме: «Филогенетическая и онтогенетическая эволюция интероцептивных влияний на гликемические реакции у позвоночных животных». В 1979 году ему присвоено учёное звание профессор. В 1976 году был избран член-корреспондентом, а в 1989 году — действительным членом АН АзССР. Ш. К. Тагиевом было написано более сто двадцати семи научных работ, в том числе трёх монографий и научных статей опубликованы в ведущих научных журналах, под его руководством было защищено пятнадцать кандидатских диссертаций.

## Основные труды
- Филогенетическая и онтогенетическая эволюция интероцептивных влияний на гликемические реакции у позвоночных животных / АН АзССР. Отд-ние биол. наук. Объедин. совет. - Баку:  1970. - 40 с.
- Филогенетическая и онтогенетическая эволюция интероцептивных влияний на гликемические реакции у позвоночных животных / Ш. К. Тагиев ; АН АзССР, Ин-т физиологии им. А. И. Карева. - Баку : Элм, 1976. - 180 с.
- Центральная регуляция висцеральных афферентаций в онтогенезе / Ш. К. Тагиев, Н. Д. Ибрагимова, М. А. Асланова. - Баку : Элм, 1985. - 129 с[3]

## Награды
- Орден Отечественной войны II степени (6.11.1985)[4]